# Ichtegem's
Ichtegem’s Oud Bruin is een Belgisch bier van gemengde gisting.
Het bier wordt gebrouwen in Brouwerij Strubbe te Ichtegem. Na de hoofdgisting gaat 80% van het bier voor twee maanden in lagertanks en 20% in open bewaartanks voor 18 maanden. Dit natuurlijk verzuurd bier wordt gemengd met het jongere zoete bier. Het recept van dit bier is gebaseerd op het oude recept van hun sinds 1928 gebrouwen “Hengstenbier”.
In 2006 kwam Ichtegem's Grand Cru op de markt, het oud bruin bier gerijpt op eiken vaten.
Er bestaan 2 varianten:
- Oud Bruin, donkerbruin bier met een alcoholpercentage van 5%
- Grand Cru, donkerbruin bier met een alcoholpercentage van 6,5%